# 扬·波普卢哈尔
扬·波普卢哈尔（1935年9月12日—2011年3月6日），斯洛伐克男子足球运动员。他曾代表捷克斯洛伐克国家队参加1958年和1962年国际足联世界杯，其中1962年世界杯获得亚军。